# Joppa apicipennis
Joppa apicipennis är en stekelart som först beskrevs av Brethes 1927.  Joppa apicipennis ingår i släktet Joppa och familjen brokparasitsteklar. Inga underarter finns listade i Catalogue of Life.